# サバナ州

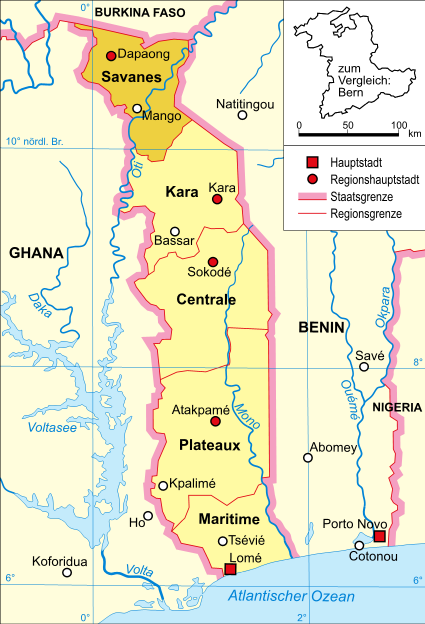

サバナ州（サバナしゅう、フランス語: Région des Savanes）はトーゴの行政区画。

## 概要
サバナ州は、トーゴの5つある州のひとつで、トーゴ国内で最も北に位置する。州都はダパング(Dapaong)。ダパングの他、主な都市に、マンゴがある。

## 隣接州
サバナ州は南にカラ州との州境を持つ。西にはガーナのアッパー・イースト州、南西にはガーナのノース・イースト州、北にはブルキナ・ファソの東部地方（コンピエンガ県、クルペロゴ県）、さらに北東でブルキナ・ファソの中東部地方（ブルグ県）、東はベナンのアタコラ県と国境を接している。

## サバナ州の下級行政区

### 県 (Préfecture)

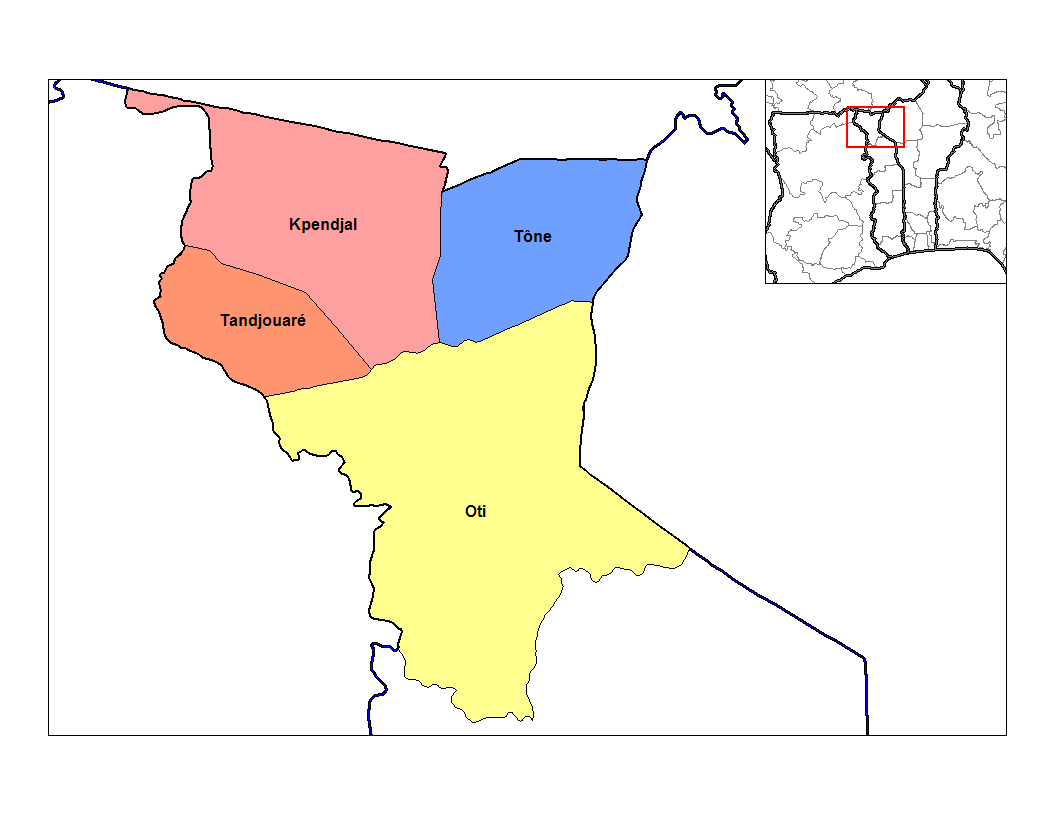
サバナ州の県

- トネ県（英語版）
- Oti
- Kpendjal
- Tandjouaré